# Fejervarya andamanensis
Espèce
Synonymes
- Rana gracilis var. andamanensis Stoliczka, 1870

Statut de conservation UICN

 LC  : Préoccupation mineure
Fejervarya andamanensis est une espèce d'amphibiens de la famille des Dicroglossidae.

## Répartition
Cette espèce est endémique de l'île d'Andaman du Sud dans les îles Andaman du territoire des îles Andaman-et-Nicobar en Inde,.

## Étymologie
Son nom d'espèce, composé de andaman et du suffixe latin -ensis, « qui vit dans, qui habite », lui a été donné en référence au lieu de sa découverte, les îles Andaman.

## Publication originale
- Stoliczka, 1870 : Observations on some Indian and Malayan Amphibia and Reptilia. Journal of the Asiatic Society of Bengal, vol. 39, no 2, p. 134-157 (texte intégral).